# テリー・ファンソワーズ
テリー・ファンソワーズ（Terence Allen "Terry" Farnsworth, 1942年8月27日 - ）は、カナダ出身の柔道家、俳優。

## 来歴・人物
20際のときに講道館で柔道を学ぶために来日後、エディ・アラブにスカウトされ俳優活動を始める。1960年代に日本の映画・テレビで活躍した。
特撮テレビドラマ『ウルトラセブン』（円谷プロダクション・TBS）の第14・15話「ウルトラ警備隊西へ（前･後編）」に登場する諜報部員マービン・ウェッブ役が有名。
カナダ帰郷後は1972年のミュンヘン五輪で柔道・男子93kg以下級）に出場し、家業の織物業を継いだ。

## 俳優としての出演

### 映画
- 霧のラーラ（1964年、内外フィルム）※テリー・サスワール名義
- 歩け走るな!（1966年、コロンビア）
- 荒野の渡世人（1968年、東映）※テリー・ファンズワース名義
- ガンマー第3号 宇宙大作戦（1968年、東映/ラム・フィルム）

### テレビドラマ
- ウルトラセブン 第14・15話「ウルトラ警備隊西へ（前･後編）」（1968年） - マービン・ウェッブ（声は山田康雄）